# PC-7
PC-7（英語：PC-7) 是一款瑞士皮拉圖斯飛機公司生產製造的單發螺旋槳發動機、下單翼、前後串聯座椅的教練機。
PC-7自 1970 年代推出以來，它已在全球教練機市場上佔有相當大的比例。據報導，PC-7已在全球範圍內飛行超過 100 萬小時。除了訓練操作外，一些國家也配備武器，並將其投入戰鬥任務，這些國家經常違反與瑞士政府之間的相關出口協議。而PC-7已逐漸被更新的PC-9和PC-21教練機所取代。

## 發展
1960 年代開始研製 PC-7。它衍生自P-3，主要的改動是發動機的替換。1966 年4月12日，改進後的原型機進行了首飛。然而，PC-7因市場反應度不佳被突然擱置。

1973年，決定重啟該計劃。為了支持重新發射，他們重新改裝一架P-3，並於1975年5月12日首飛。隨後進行了進一步的改裝，包括採用全新的一體式機翼，配備完整的油箱，以及經過改裝的尾翼和氣泡罩。飛行測試計劃於1977年秋季結束。

1978年8月12日，第一架全新生產型首飛。同年12月5日，瑞士聯邦民航局(FOCA)為PC-7頒發民用認證。此後，立即開始向緬甸和玻利維亞交付。隨著時間的推移，PC-7產生了可觀的利潤，使公司有資金能夠開發更多類型的飛機。

除了皮拉圖斯自己的改進方案外，還有多家第三方公司為PC-7提供獨立升級。在 1990 年代後期，以色列1工程公司Radom開始為PC-7提供一套新的航空電子設備，其中包括一台新的任務計算機、一個廣角平視顯示器，以及各種替換通信和武器運載系統。

1998 年7月，皮拉圖斯宣布與美國公司 
Western Aircraft達成協議，後者將作為 
PC-7在北美民用航空市場的銷售方。

雖然PC-7原本是教練機，但也有許多國家自行改裝成攻擊機。

## 型號
- PC-7：基本款
- PC-7 Mk II:為南非空軍的升級款，被稱為“Astra”。這架飛機是混合體，分別是PC-7的機翼和PC-9機身與航電系統。可以將其視為PC-7“Heavy”或 PC-9“Lite”。
- NCPC-7:PC-7的升級版，配備全IFR玻璃駕駛艙航空電子設備。NCPC-7是在瑞士空軍的臨時編號，以區分尚未升級的PC-7。2009年，28架都升級完後，此編號也取消使用。

## 服役

### 現役

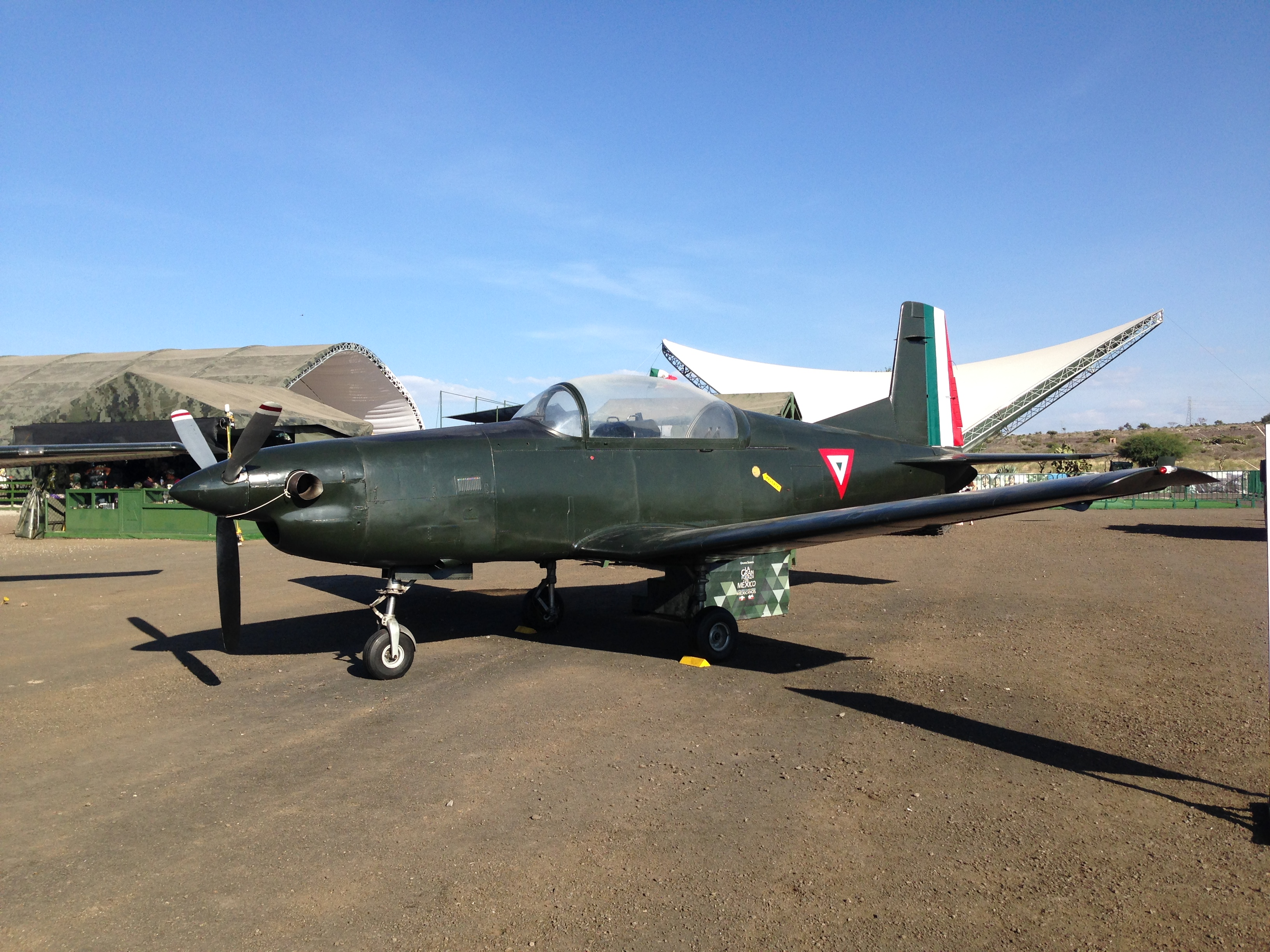
墨西哥空軍的PC-7

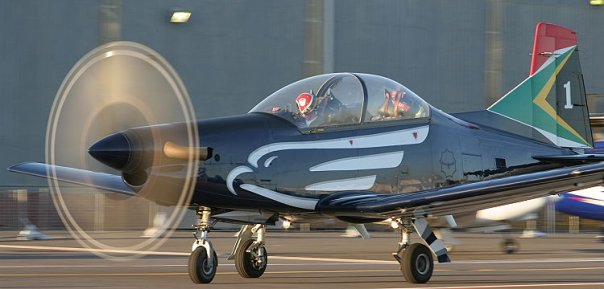
南非空軍的PC-7

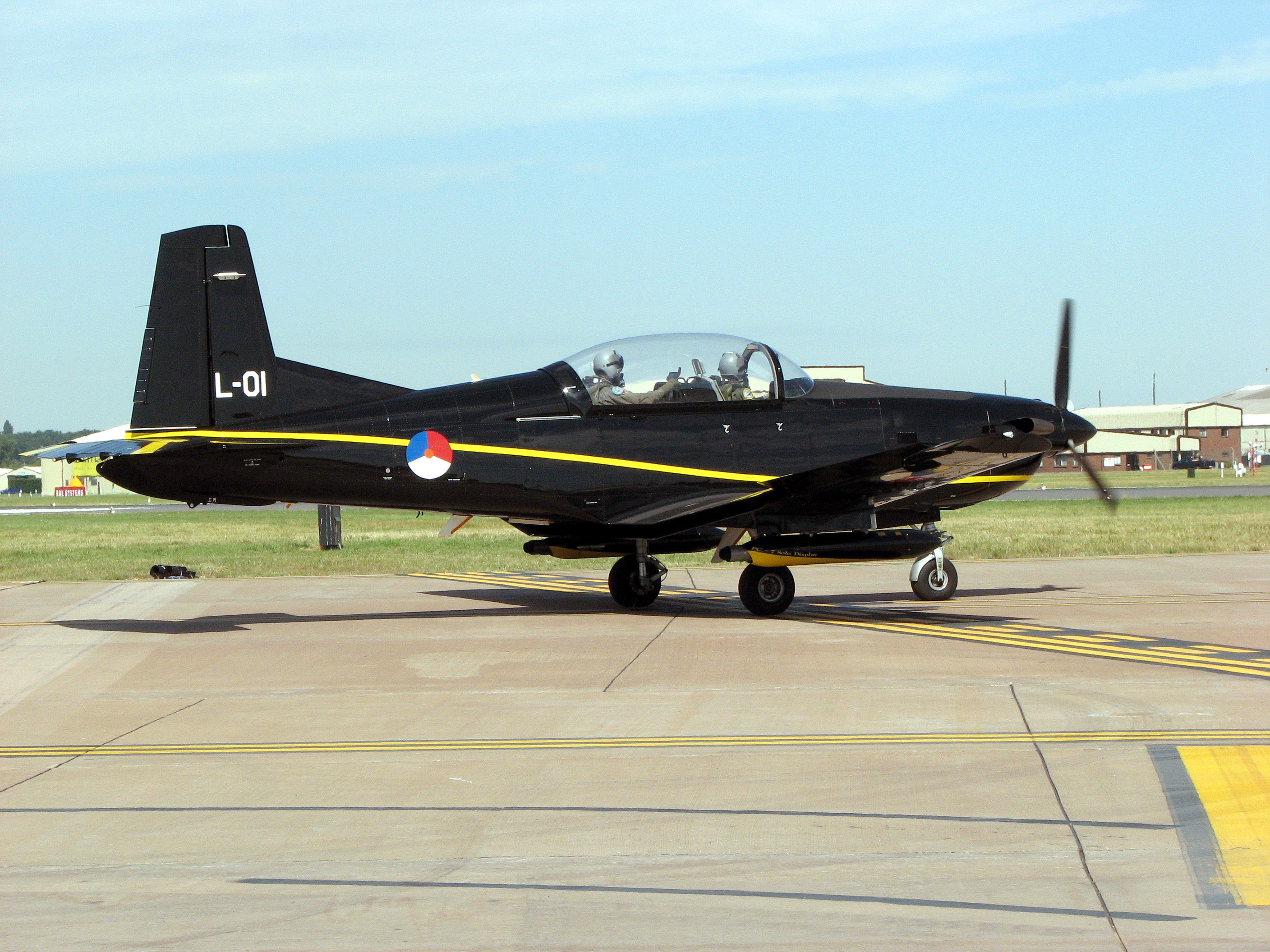
荷蘭空軍的PC-7

瑞士空軍:目前27架

波扎那空軍:目前5架

墨西哥空軍:目前88架

烏拉圭空軍:目前5架

阿拉伯聯合大公國空軍:目前31架

汶萊空軍:目前4架

馬來西亞空軍:目前47架

荷蘭空軍:目前13架

南非空軍:目前60架

查德空軍:目前2架

緬甸空軍:目前16架

伊朗空軍:目前34架

印度空軍:目前78架，其中38架擱置中

瓜地馬拉空軍:目前1架

智利空軍:目前7架

法國武器總備局:目前6架

玻利維亞空軍:目前2架

奧地利空軍:目前13架

安哥拉空軍:目前22架

### 已退役
波布那空軍

伊拉克空軍:52架

奈及利亞空軍:2架

## 外部連結
（页面存档备份，存于）